# Port (Gdynia)
Port stanowił kiedyś odrębną dzielnicę Gdyni. W grudniu 1998 roku, ze względu na znikomą liczbę mieszkańców, Rada Miasta Gdyni włączyła te tereny do dzielnicy Śródmieście, do której administracyjnie nadal należą.